# Кочедик

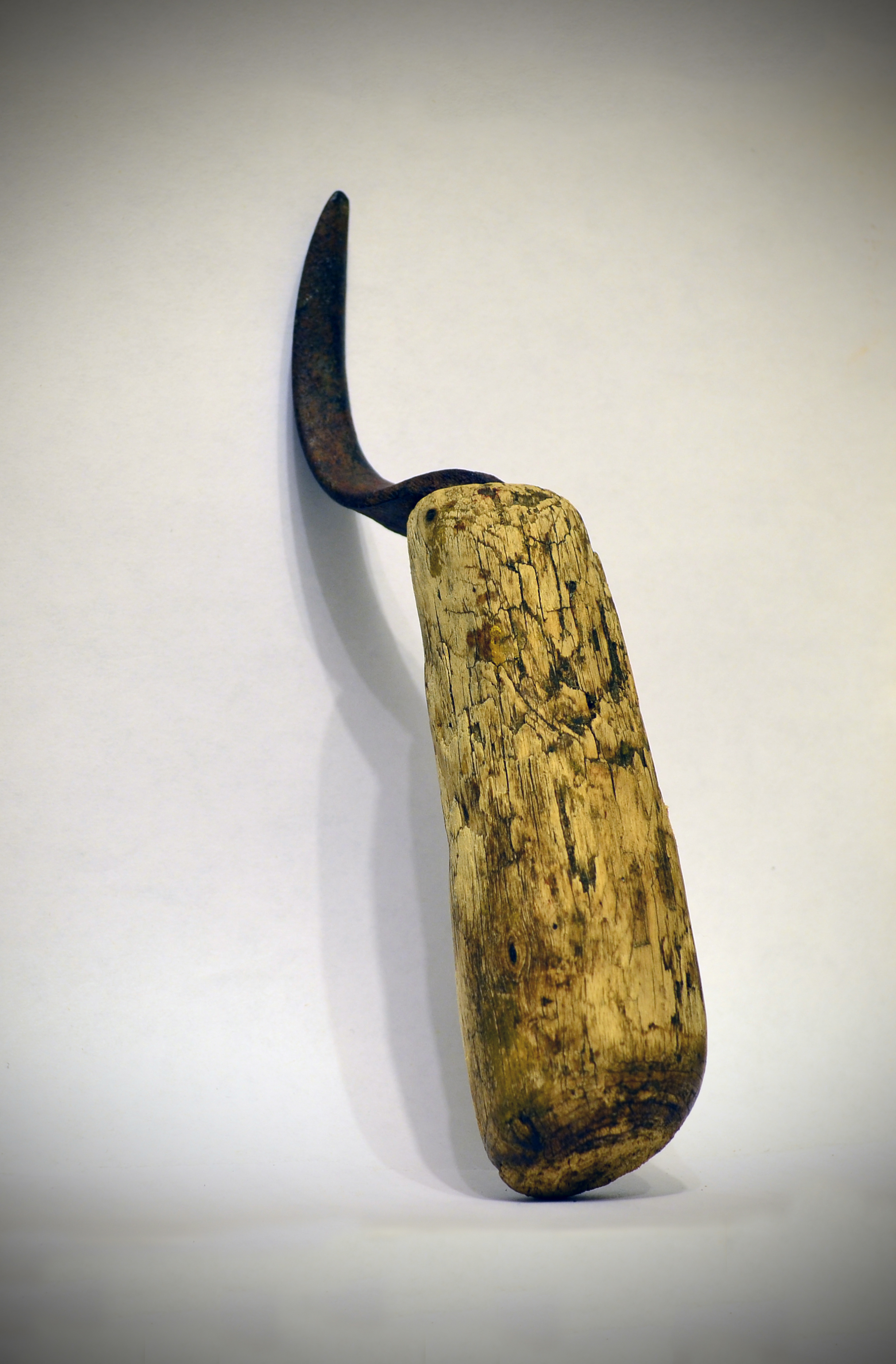
Кочедик

Кочеди́к — плоске вигнуте шило з дерев'яною ручкою для плетіння лаптей, а також виготовлення виробів з лику або берести.
Історично кочедик був одним з найпоширеніших знарядь праці. Зустрічалися металеві та кістяні кочедики, останні виготовлялися з розщеплених кісток тварин і зустрічалися зокрема, в литовців Свєнцянського повіту Віленської губернії  . В якосьті кочедика могла використовуватися гілочка з вигнутим сучком. Лапотний інструмент також використовувався для виготовлення інших предметів з лубу, наприклад різних судин, а також для здирання кори з дерев. Сталеві кочедики, що зустрічалися в українців, використовувалися також як кресала для висікання вогню. У росіян, кочедик, також відомий під назвою кочеток, колочик, котач, милиць, свайка, швайка . У білорусів зустрічалися такі назви, як качадик, швайка, а в українців — швайка.
На передачу інструменту існувало декілька табу. Насамперед до інструменту не повинна торкатися жінка, тому що в такому разі він може завдати шкоди господарю або його дружині. Це пов'язували з «ревнощами» інструменту, тим що він «любить» тільки свого господаря: «Він майстра гірше за бабу ревнує. Для хлопа просто не зручний, а ось бабі — смерть». Якщо в російській традиційні культурі інструменти прийнято було передавати у спадок, то з шилом для лаптів ситуація протилежна. У разі смерті майстра його було прийнято класти до нього в труну («щоб і на тому світі лапоточки плів»), тому що в іншому випадку кочедик і померлий ставали небезпечними  . Володимир Даль навів декілька народних приказок пов'язаних з інструментом: «Його звідси кочедиком не виколупаєш, прижився". Кочедижник - рослина папороті, папороть, купоротник. Такий працьовитий, що помер із кочедиком у руках! Не поспішай язиком, поспішай кочедиком, працюй. Чоловік кочедиком, а чистомийка (чистоплюйка) язиком. Кочедиком хати не зважиш, не вижереш. Лапті сплів без кочедика, а дружину взяв без попа, вкрав»  . Шило використовувалося в дівочих ворожіннях: хліб і кочедик клали в лапті та кидали їх за ворота. Після цього бігли і хапали один із них: лапоть із хлібом обіцяв багатого нареченого, з кочедиком — бути неодруженою («вдома сидіти, лапті плести»)  .

## Етимологія
Правопис слова має багато варіантів (кочетик, кочеток, коточок, коточок), дослідники не одностайні в визначенні етимології слова, та його слов'янське походження підтверджується багатьма дослідниками  . О. Ягінцева описує позиції М. Фасмера («шило для плетіння лаптів» не вказуючи точної етимології, оскільки не має вагомих версій), Г. А. Іллінського (виводить походження слова з кочан, кочерга без пояснення закінчення основи -дик ), Н В. Горяєва (поєднання -дик порівнює з литовськими словами dīg-ùs «колючий, з голками», daigīti ), А. Г. Преображенського («У першій частині корінь *кук- (власне гак); друга частина -дик (замість * дік) відповідає, на думку Горяєва, лит. dīgùs. Перше допустимо, друге невірно, та пропонує два варіанти виведення в залежності від використаного варіанту слова: 
1. кочетига - від кочет (в одному зі значень - гак);
2. коточіга - від кот (у значенні "плести") і чіга (на думку Ягінцевої, можливе значення "чурка, дерев'яна ручка").

Ягінцева вважає, що слово має не просто слов'янське походження, а є «російською інновацією». На її думку, « семантика слова одночасно пов'язана з чимось вигнутим, кривим і водночас із способом плетіння лаптей»  .